# شش سیگما

شش سیگما

شش سیگما یک راهبرد (استراتژی) تحول سازمانی، است که موجب توسعه و گسترش متدهای مدیریتی، آماری و در نهایت حل مشکلات شده و به کمپانی امکان جهش و تحول را می‌دهد. شرکت موتورولا، در سال‌های دهه ۱۹۸۰ برای نخستین بار شش سیگما را رایج ساخت. شرکت الید سیگنال در اوایل دهه ۱۹۹۰ آن را به کار بست و شرکت جنرال الکتریک آن را به پرطرفدارترین فلسفه مدیریتی تاریخ تبدیل نمود.
فازهای مختلف اجرای شش سیگما:  فاز تعریف-فاز اندازه گیری-فاز آنالیز-فازبهبود-فاز کنترل

## تعریف عملی و کلاسیک
شش سیگما یک نگرش منضبط، داده محرک و روشی برای حذف عیب‌ها در هر فرآیند و محصول می‌باشد. این فرآیند از ساخت تا فروش را در بر می‌گیرد و شامل همه محصولات و خدمات ارائه شده از سوی یک سازمان می‌گردد.

## تفاوت با دیگر روش‌های بهبود سازمانی
همه افراد یک سازمان صرف نظر از پست  سازمانی، باید در پیاده‌سازی شش سیگما مشارکت داشته و از آن تأثیر پذیرند. برخلاف دیدگاه بسیاری از افراد که شش سیگما را مجموعه‌ای از راز و رمزهای مهارتی معرفی می‌کنند که تنها قابل دسترسی برای افراد با تحصیلات بالای دانشگاهی است، شش سیگما برای تمامی افراد سازمان قابل فهم است؛ به گونه‌ای که در پایان اجرای آن در یک سازمان، همه افراد مهارت‌های خاصی را به دست خواهند آورند.
شش سیگما سیستمی است شامل مجموعه‌ای از تکنیک‌ها و ابزارهای بهبود مستمر برای تمرکز بر فرآیندها، تحلیل و مقایسه آنها و تخصیص منابع به فرآیندهایی که نیازمند توجه بیشتر هستند.

وجه مشترک فرآیندهای مختلف یک سازمان این است که، کلیه فرآیند در معرض وقوع خرابی هستند. تمام فرآیندها خرابی ایجاد می‌کنند، و این خرابی‌ها باعث دوباره کاری اتلاف هزینه و نیروی انسانی می‌شود. شش سیگما با تعریف معیارهایی که نشان دهنده میزان خرابی در فرآیند هستند، امکان مقایسه وضعیت عملکردی فرآیندهای مختلف را فراهم می‌آورد و به سازمان برای تصمیم‌گیری در مورد محل تمرکز منابع جهت عملکرد بهتر کمک می‌کند.

از روی عملکرد فرآیندهایی که در سطح جهانی فعالیت می‌کنند و تحلیل‌های آماری انجام شده از روی فرآیندهای واقعی، فرآیندهایی که در سطح شش سیگما فعالیت می‌کنند، نیازهای مشتری را بهتر برآورده می‌سازند. فرآیندهای پنج سیگما نیازهای مشتری را برآورده نمی‌سازند و فرآیندهای هفت سیگما نیز ارزش افزوده زیادی ایجاد نمی‌کنند. بنابراین، شش سیگما انتخاب شده‌ است. عدد 4/3 مردودی در یک میلیون فرصت خرابی، نزدیک به خرابی صفر است، و در عین حال قابل حصول بوده و می‌تواند به عنوان یک هدف واقعی مطرح باشد.

## اصل اساسی شش سیگما
به عنوان اصل و شالوده‌یِ خود، شش سیگما به تمام افراد سازمان می‌آموزد که کارآمد و مفیدتر باشند و ایرادات و اشکالات سیستماتیک یا ... را به حداقل برسانند، و به نوعی تدارک ببینند که دیگر هرگز اتفاق نیفتد.
مفهومی که از 6 سیگما میتوان خروجی گرفت این است که احتمال اشتباه یا خطا را به کمتر از یک در یک میلیون برسانیم، و 6 سیگما به نوعی نماینده 6 عدد صفری است که جلوی یک، در عدد یک میلیون وجود دارد.

## مؤلفه‌های اصلی شش سیگما
برای رسیدن به اثربخشی و کارآمدی بالاتر با استفاده از روش شش سیگما، سه مؤلفه اصلی مطرح است:
1. مؤلفه اول مربوط به راهبرد شش سیگما است. این مؤلفه راهبردی، مسؤولیت مدیر اجرایی است.
2. مؤلفه دوم شش سیگما مربوط به تدابیری است که چگونگی عملکرد گروه‌های پروژه در بهبود یک فرایند نیمه‌کاره را نشان می‌دهد. این مؤلفه از روش‌شناسی مشابه با روش علمی که در مدارس آن را آموخته‌اید استفاده می‌کند. روش علمی به تعریف و تبیین یک مسئله، تحلیل علل ریشه‌ای آن و آزمودن تئوری‌های بهبود مربوط می‌شود. در اصل، این روشی است که به منظور بهبود اثربخشی و کارآیی در شش سیگما به کار می‌رود.
3. دیگر مؤلفه کلیدی شش سیگما، مسائل فرهنگی است که با استفاده از آن‌ها در سازمان خود، می‌توانید شش سیگما را به چیزی فراتر از مجموعه‌ای از تدابیر و روش‌ها بدل سازید.

## اهداف شش سیگما
- کاهش نوسانات و تغییرات
- کاهش ایرادات
- بهبود بازدهی فرایندها
- افزایش رضایت مشتری
- کاهش هزینه‌ها
- بهبود کیفیت
- روشی سیستماتیک جهت حل مسائل
- تقویت بنیه رقابتی سازمان
- کاهش سیکل زمانی (تحویل به موقع)

## متدهای شش سیگما
هدف بنیادی روش شش سیگما اجرای راهبردی مبتنی بر اندازه‌گیری عملکرد است و از طریق اجرای پروژه‌های بهبود دهنده،شش سیگما سعی در کاهش نوسانات فرایند و بهبود آن دارد. این کار به کمک دو روش فرعی در شش سیگما انجام می‌شود: DMAIC که به صورت "duh-may-ick" (<ˌdʌ ˈmeɪ ɪk>) تلفظ می‌شود و DMADV که به صورت "duh-mad-vee" (<ˌdʌ ˈmæd vi>) تلفظ می‌شود دو متد شش سیگما هستند.

فرایند DMAIC یک سامانه بهبوددهنده برای بهبود فرایندهایی است که در حال حاضر خارج از مشخصات عملکردی خواسته شده از سوی مشتری یا مدیریت ارشد سازمان هستند. فرایند DMADV یک سامانه بهبود دهنده برای ایجاد فرایند یا محصولات جدیدی است که می‌خواهیم سطح کیفیت آن‌ها شش سیگما باشد. البته زمانی که نتوان عملکرد فرایند موجود را بیش از سطح فعلی بهبود داد باز از این روش می‌توان بهره جست.
هر دوی این روش‌ها توسط افراد کارآزموده آشنا با شش سیگما اجرا می‌شوند.

## ابزار و روش‌های مدیریت کیفیت در شش سیگما
بجز دو متد یادشده شش سیگما از ابزار و روش‌های دیگری نیز بهره می‌برد.
در بین متدهای زیر گسترش عملکرد کیفیت (QFD) از پرکاربردترین روشها است 
مدل QFD یک رویکرد در طراحی است که در سال ۱۹۹۶ توسط آکائی در ژاپن معرفی شد. این رویکرد نخست در کارخانه کشتی سازی کوبه میتسوبیشی در سال ۱۹۷۲ مورد استفاده قرار گرفت. سپس در سال ۱۹۸۳ وارد آمریکا شد و اکنون در کشورهای بسیاری مورد استفاده قرار می‌گیرد. ابداع ابتدايي QFD، هنگامي رخ داد که در ذهن آکائو سوالي به اين مضمون ايجاد شد: «ما در بحث کيفيت، به برخي اجزاي محصول يا فرايند بسيار توجه مي‌کنيم و درصدد آنيم که بدانيم کيفيت در مورد آنها رعايت شده است يا خير. چرا اين نقاط و نکات مهم کيفيت را که «نقاط تضمين کيفيتي» نام دارند، به عنوان نقاط کنترل و بازرسي در طراحي اوليه محصول و فرايند خود قرار ندهيم؟ در اين صورت، از ابتداي طراحي محصول در راستاي اولويت‌هاي خود گام برداشته‌ايم.» 
از QFD می توان به عنوان ماشین مترجم «نیازمندی‌های مشتریان» به «مشخصات فنی و مهندسی» یا به عبارتی مبدل تقاضاهای مشتریان به ویژگی‌های کیفیت و آماده‌ساختن یک طرح کیفیت برای محصول نهایی از طریق گسترش سیستماتیک روابط بین درخواست‌های مشتری و ویژگی‌های کیفیت محصول، تعریف نمود. این فرایند به‌طور معمول با کیفیت اجزای عملکردی آغاز گشته و سپس به کیفیت همه قسمت‌ها و فرآیندها گسترش می‌یابد.
تکنیک QFD با این هدف توسعه یافته است که محصول و خدمات به نحو اثربخش‌تر و کاراتری به مشتری عرضه گردد. در واقع با به‌کارگیری این روش، صدای مشتری در کل زنجیره تولید شنیده می‌شود.

QFD ابزار طراحی TQM و یک فرایند سیستماتیک برای ایجاد تمرکز بر مشتریان است. همچنین روشی است که به سازمان‌ها کمک می‌کند تا بتوانند محصولات رقابتی را در زمان کوتاه‌تر و هزینه کمتر تولید نمایند. به‌واقع QFD یکی از ابزار طرح‌ریزی کیفیت است.
| - پنج چرا (به انگلیسی: 5 Whys) - تحلیل واریانس - ANOVA Gauge R&R - طراحی بدیهی - نقشه برداری فرایند کسب و کار - علت و اثرات نمودار (همچنین به عنوان خار ماهی یا نمودار ایشیکاوا شناخته می‌شود) - چک شیت (به انگلیسی: Check sheet) - آزمون مربع کاي (به انگلیسی: Chi-squared test) - نمودار کنترل - همبستگي - تجزیه و تحلیل هزینه و منفعت - درخت سی تی کیو - طراحی تجربی - حالت شکست و تجزیه و تحلیل اثرات آن (به انگلیسی: FMEA) - مدل خطی عمومی - هیستوگرامها | - تجزیه و تحلیل پارتو - نمودار پارتو - نمودار انتخاب - قابلیت فرایند - گسترش عملکرد کیفیت(به انگلیسی: (QFD)) - تحقیقات بازاریابی کمی از طریق استفاده از تصدی انتقادها و پیشنهادها مدیریت (به انگلیسی: (EFM)) - تجزیه و تحلیل رگرسیون - اجاره توان عملکرد - تحلیل علت ریشه - اجرای نمودار - نمودار پراکنده - SIPOC تجزیه و تحلیل ( 'S uppliers، 'I nputs، 'P rocess، 'O utputs، 'C 'ustomers) - نمونه قشربندی - روش تاگوچی - تاگوچی بدون فانکشن - تیریز(به انگلیسی: TRIZ) |